# 1999 BS
1999 BS är en asteroid i huvudbältet som upptäcktes den 16 januari 1999 av den kroatiska astronomen Korado Korlević vid Višnjan-observatoriet.
Asteroiden har en diameter på ungefär 5 kilometer och den tillhör asteroidgruppen Nysa.